# Halapoulivaati Vaitai
Halapoulivaati Vaitai (Haltom City, Texas, 16 de junio de 1993) apodado Big V, es un jugador profesional estadounidense de fútbol americano que se desempeña en la posición de lineman en Detroit Lions, equipo de la National Football League (NFL).

## Carrera
Fue seleccionado en la quinta ronda en la Reunión Anual de Selección de Jugadores de la NFL de 2016. Hizo su debut profesional con el equipo Philadelphia Eagles, en el cual jugó cuatro temporadas (2016-2020), luego pasó a Detroit Lions, donde lleva jugando cuatro temporadas.